# 香港四徑大步走
《香港四徑大步走》（英語：Four Trails）為2025年香港紀錄片，由Lost Atlas製作，Robin Lee導演，由Andre Blumberg（貝柏安）、Stone Tsang（曾小強）、Salomon Wettstein、Law Kai Pong（羅啟邦）、Will Hayward、Jacky Leung（梁俊強）、Hyun Chan Chung、Sarah Pemberton、Nikki Han及Tom Robertshaw主演。
本片旨在拍攝及紀錄2021年第10屆香港四徑超級挑戰（HK4TUC）發起人及一眾參加者的經歷及挑戰故事。
導演Robin Lee憑此部電影獲得第43屆香港電影金像獎新晉導演獎。

## 簡介
香港四徑超級挑戰（HK4TUC）為在香港舉辦之超級馬拉松類極限運動，要求參加者於60小時內跑完總長298公里及攀升高度約14,500米之香港四大山徑：麥理浩徑、衛奕信徑、港島徑及鳳凰徑，會獲得「完成者」(Finisher)稱號，於72小時內跑完會獲得「生還者」(Survivor)稱號。
本片拍攝2021年第10屆挑戰過程。活動發起人Andre Blumberg在第10屆規定只邀請過去9屆完成者及生還者參加第10屆挑戰。

## 發行
2024年12月6日，安樂影片宣佈為影片作優先試映場，及後在2025年1月2日正式發行。澳門亦在2025年4月上映。

## 獎項及提名
| 年份 | 頒獎典禮                       | 獎項         | 入圍者    | 結果 |
| ---- | ------------------------------ | ------------ | --------- | ---- |
| 2025 | 第31屆香港電影評論學會大獎     | 推薦電影     | 不適用    | 獲獎 |
| 2025 | 2024年度香港電影導演會年度大獎 | 執委會特別獎 | Robin Lee | 獲獎 |
| 2025 | 第43屆香港電影金像獎           | 最佳剪接     | Robin Lee | 提名 |
| 2025 | 第43屆香港電影金像獎           | 新晉導演     | Robin Lee | 獲獎 |

## 備註
1. ↑  截至2025年4月27日

## 外部連結
- 互联网电影数据库（IMDb）上《香港四徑大步走》的资料（英文）
- 豆瓣电影上《香港四徑大步走》的資料 （简体中文）
- Lost Atlas Productions的Instagram帳戶
- HK Four Trails Ultra Challenge的Instagram帳戶
- . 山全部都係山 www.hkallshan.com.